# Rathaus (Geiselhöring)

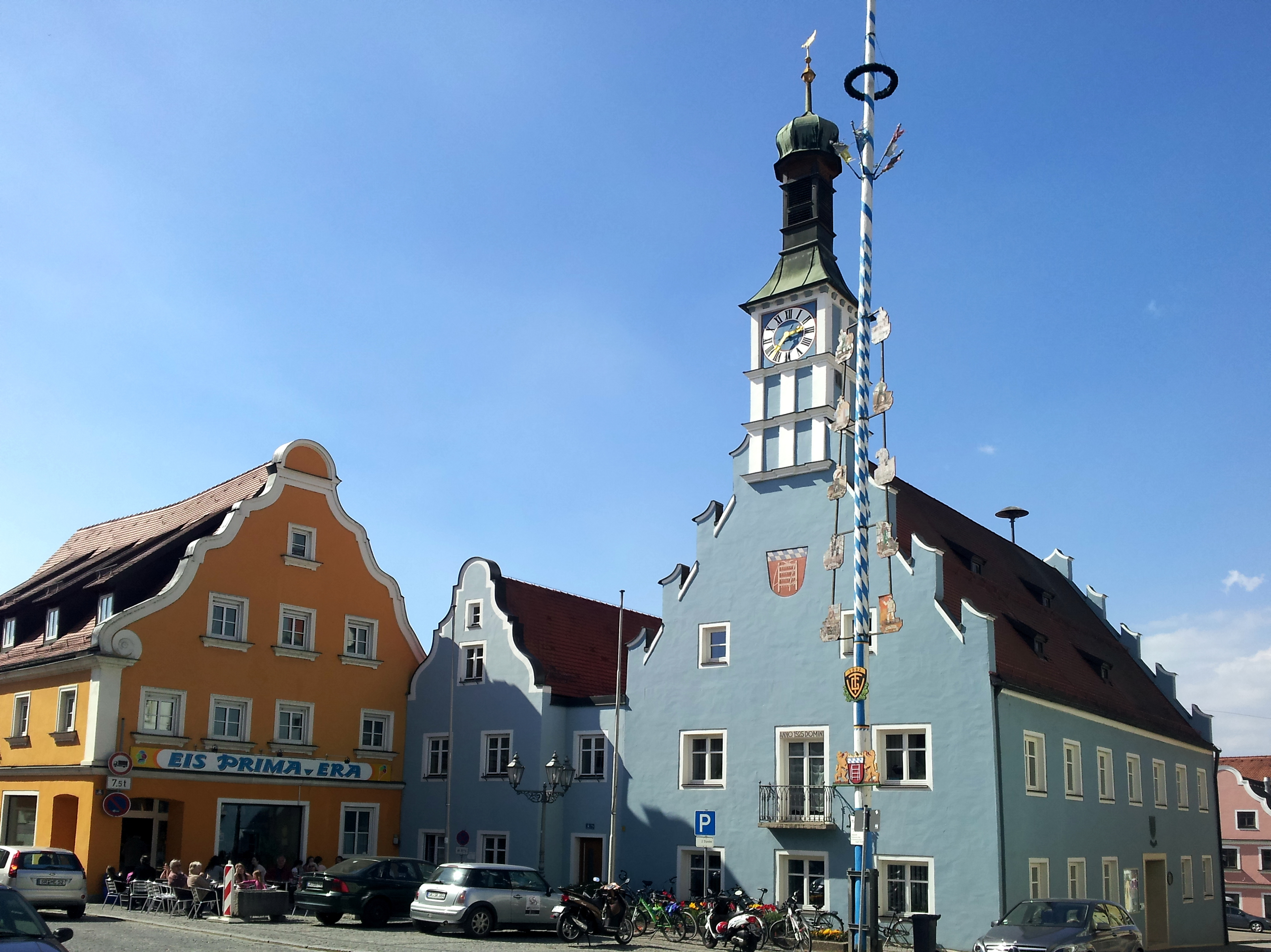
Rathaus in Geiselhöring

Das Rathaus in Geiselhöring, einer Stadt im niederbayerischen Landkreis Straubing-Bogen, wurde 1525 erbaut und im 17. und 18. Jahrhundert erneuert. Das Rathaus am Stadtplatz 4 ist ein geschütztes Baudenkmal. 
Die zweigeschossige Anlage mit Staffelgiebel wird vom barocken Giebelturm mit Uhr, der aus dem 17. Jahrhundert stammt, dominiert. Der Turm schließt mit einer Haube und einem Dachknauf mit Wetterfahne ab. An der Giebelseite ist das Wappen der Stadt zu sehen.
In den Fenstern des Sitzungssaales sind Rund- und Dreipassscheiben mit Haus- und Meisterzeichen mit Inschriften vorhanden. Die Bleiglasfenster tragen die Jahreszahl 1525. 